# Al Dubin
Pour les articles homonymes, voir Dubin.
Al Dubin est un parolier et acteur américano-suisse né le 10 juin 1891 à Zurich (Suisse), décédé le 11 février 1945 à New York (États-Unis). Il est connu pour ses collaborations avec le compositeur Harry Warren.

## Biographie
Dublin commence à publier ses premières chansons à partir de 1909. En 1925, il rencontre Harry Warren, avec qui il débutera sa collaboration dès 1932 pour le film 42e Rue (film), puis l'année suivante pour le film Chercheuses d'or de 1933.
Pour le film Chercheuses d'or de 1935, Harry Warren et Al Dublin composent la chanson Lullaby of Broadway et obtiennent l'Oscar de la meilleure chanson originale en 1936.
En 1970, il est intronisé au Songwriters Hall of Fame.

## Filmographie

### Compositeur
Entre 1932 et 1939, Dublin écrit une soixantaine de chansons pour Warner Bros.
- 1934 : Ondes d'amour (Twenty Million Sweethearts)
- 1934 : Wonder Bar (lyrics)
- 1935 : Stars Over Broadway
- 1935 : Reine de beauté (Page Miss Glory) de Mervyn LeRoy
- 1936 : Colleen
- 1936 : Hearts Divided
- 1938 : Garden of the Moon
- 1938 : Chercheuses d'or à Paris (Gold Diggers in Paris)

### Acteur
- 1933 : 42e Rue (42nd Street) : Stout songwriter
- 1934 : A Very Honorable Guy : Al

### Chansons écrites
- September in the rain avec Harry Warren - 1937
- I Only Have Eyes for You (chanson) avec Harry Warren
- Indian Summer - 1919
- Tiptoe Through the Tulips - 1929
- You're getting to be a Habit with me avec Harry Warren - 1932
- Lulu's Back in Town avec Harry Warren - 1935
- About a Quarter to Nine avec Harry Warren - 1935
- Go Into Your Dance Harry Warren - 1935
- A Cup of Coffee, a Sandwich and You - 1925
- 42nd Street (chanson) - 1933
- Shuffle Off to Buffalo avec Harry Warren - 1933